# هيلاري ماسون
هيلاري ماسون (بالإنجليزية: Hilary Mason)‏ هي ممثلة بريطانية، ولدت في 4 سبتمبر 1917 ببرمنغهام في المملكة المتحدة، وتوفيت في 5 سبتمبر 2006 بميلتون كينز في المملكة المتحدة.

## وصلات خارجية
- هيلاري ماسون على موقع IMDb (الإنجليزية)
- هيلاري ماسون على موقع ألو سيني (الفرنسية)
- هيلاري ماسون على موقع أول موفي (الإنجليزية)
- هيلاري ماسون على موقع قاعدة بيانات الأفلام السويدية (السويدية)
- هيلاري ماسون على موقع قاعدة بيانات الفيلم (الإنجليزية)
- هيلاري ماسون على موقع كينوبويسك (الروسية)